# Raoul Rodriguez
Raoul Pablo Rodriguez (ur. 1 lutego 1963 w Ann Arbor) – amerykański wioślarz. Srebrny medalista olimpijski z Seulu.
Zawody w 1988 były jego jedynymi igrzyskami olimpijskimi. Po medal sięgnął w czwórce bez sternika, osadę tworzyli ponadto Thomas Bohrer, Richard Kennelly i David Krmpotich. W 1989 zdobył srebrny medal mistrzostw świata w tej konkurencji.